# Simone Fattal
Simone Fattal (Damasco, Siria 1942) es una pintora, escultora y ceramista estadounidense, de origen libanés afincada en París.

## Biografía
Simone Fattal, nacida en Siria, creció en Beirut, Líbano. Se trasladó a París para estudiar filosofía en la Sorbona. De 1969 a 1975, trabajó como artista plástica en el Líbano. En 1980 huyó de la guerra del Líbano y se estableció en California. Fundó la editorial Post-Apollo Press.
En 1988 realizó un curso de escultura en el Instituto de Arte de San Francisco. Después se trasladó a Francia donde se formó como ceramista con Hans Spinner en Grasse.
En 2013 dirigió la película Autorretrato con retazos rodados en 1972.
En 2019 el MoMA PS1 organizó una retrospectiva de sus obras.
En diciembre de 2023, el Instituto Valenciano de Arte Moderno (IVAM) le otorgó el Premio Internacional Julio González 2024 por su aportación al arte contemporáneo. La entrega de este galardón coincidió con la exposición Suspensión de la incredulidad, una panorámica de la obra de la artista comisariada por Nuria Enguita y Rafael Barber.
En 1972 conoció a Etel Adnan, pintora escritora y la responsable de cultura del diario libanés As-SafaVivi, con la que compartió su vida desde los años ochenta hasta el fallecimiento de ésta en 2021.

## Exposiciones
- Retrospectiva de sus pinturas, Dar El-Nadwa, Beirut, 1993
- L'homme qui fera pousser un arbre nouveau,, Rochechouart, 2017[10]
- Venue, Karma International, Zúrich, 2018
- Works and Days, retrospectiva, MOMA PS1, Nueva York, 2019
- Suspensión de la incredulidad, IVAM, València, 2025

## Premios y reconocimientos
- Nommée au Prix Aware 2017
- Premio Julio González 2024